# Они возе ноћу
Они возе ноћу (енгл. They Drive by Night) је филм из 1940. године режисера Раула Волша са Џорџом Рафтом, Ен Шеридан, Ајдом Лупино и Хамфријем Богартом у главним улогама.

## Улоге
| Глумац        | Улога          |
| ------------- | -------------- |
| Џорџ Рафт     | Џо Фабијани    |
| Ен Шеридан    | Каси Хартли    |
| Ајда Лупино   | Лана Карлсен   |
| Хамфри Богарт | Пол Фабијани   |
| Гејл Пејџ     | Перл Фабијани  |
| Алан Хејл     | Ед Џ. Карлсен  |
| Роско Карнс   | „Ирац“ Макгурн |
| Џон Лител     | Хари Макнамара |
| Џорџ Тобајас  | Џорџ Рондолос  |